# The Devil and Miss Jones
The Devil and Miss Jones (titulada El diablo burlado en España y El diablo y la señorita en Hispanoamérica) es una película de comedia de 1941 protagonizada por Jean Arthur, Robert Cummings y Charles Coburn. Dirigida por Sam Wood a partir de un guion de Norman Krasna, la película fue producto de una colaboración independiente entre Krasna y el productor Frank Ross (el marido de Jean Arthur). Su productora de corta duración estrenó dos películas a través de RKO Radio Pictures (Miss Jones y la posterior A Lady Takes a Chance de 1943). La película fue bien recibida por la crítica tras su estreno y obtuvo nominaciones al Óscar para Coburn y Krasna en su 14.ª edición.

## Sinopsis
El magnate cascarrabias John P. Merrick se infiltra como zapatero en Neely's, uno de sus grandes almacenes de Nueva York, para identificar a los agitadores que intentan formar un sindicato, después de ver una foto en un periódico de sus empleados colgándolo en efigie.
En la tienda asume una nueva personalidad, Thomas Higgins. Después de casi reprobar la prueba de inteligencia mínima, lo envían a unirse al departamento de calzado. Allí se hace amigo de la secretaria Mary Jones y de su novio recién despedido Joe O'Brien, un organizador sindical. A medida que pasa el tiempo, sus experiencias hacen que se vuelva más comprensivo con sus trabajadores. También comienza a enamorarse de la dulce empleada Elizabeth Ellis.
Durante un día de playa en Coney Island con sus compañeros de trabajo, John comienza a ver un lado diferente de Joe después de que lo ayuda a evitar un arresto en una estación de policía local recitando la Carta de Derechos y la Declaración de Independencia. Luego, John se une a Joe, Elizabeth y Mary en la playa, donde él y Elizabeth duermen la siesta hasta que oscurece. Creyendo que los dos están completamente dormidos, Joe y Mary discuten el tema del sindicato y el futuro de su relación. Sin que ellos lo sepan, John escucha y después de que Joe se va, finge despertarse, aprovechando la oportunidad para tomar una lista que Joe dejó de empleados dispuestos a ir a la huelga.
El trío restante luego viaja a casa en metro, donde John deja caer una tarjeta que muestra que su personaje encubierto estaba trabajando para Merrick. Esto, junto con otros factores, hace que Mary llegue a la conclusión de que John es un espía, y se lo cuenta a Joe. Desesperados por recuperar la lista, Joe y Mary lo intentan sin éxito y, junto con John, terminan en la oficina del gerente de la tienda. Disgustado con el trato de los empleados, John reprende al gerente de la tienda, quien desconoce la verdadera identidad de John. Envalentonada por John, Mary declara que tienen una lista de 400 empleados que harán huelga. El gerente engaña al grupo para que le dé la lista. Cuando se dan cuenta del engaño del gerente, John y Mary recuperan la lista y la destruyen comiéndola, después de lo cual Mary usa el sistema de intercomunicación para alentar con éxito a toda la tienda a la huelga.
En los días siguientes, todos los empleados hacen piquetes en la casa de Merrick. John decide finalmente revelar su identidad y hace que Mary, Elizabeth y Joe se reúnan con él y su personal para discutir los términos. Inicialmente desconocen su identidad, pero al descubrirlo, Joe se desmaya, Mary grita y Elizabeth mira a John con incredulidad cuando esté le pregunta si estaría dispuesta a retractarse de una declaración que hizo sobre no querer casarse con un hombre rico. Luego, la película muestra una fiesta de bodas en un crucero, que muestra que ha habido una boda conjunta: John se ha casado con Elizabeth y Mary se ha casado con Joe. El grupo está formado por todos los empleados de la tienda y se muestra que John ha pagado para que todos se vayan de vacaciones a Hawái.

## Reparto
- Jean Arthur como Mary Jones, una empleada de la tienda;
- Charles Coburn como John P. Merrick/Thomas Higgins, el hombre más rico del mundo;
- Robert Cummings como Joe O'Brien;
- Edmund Gwenn como Hooper, director de sección;
- Spring Byington como Elizabeth Ellis, secretaria;
- S. Z. Sakall como George, mayordomo de Merrick;
- William Demarest como el primer detective;
- Walter Kingsford como el señor Allison, gerente de la tienda;
- Montagu Love como Harrison;
- Richard Carle como Oliver;
- Charles Waldron como Needles;
- Edwin Maxwell como Withers;
- Edward McNamara como el sargento de la policía;
- Robert Emmett Keane como Tom Higgins;
- Florence Bates como una compradora;
- Pat Flaherty como Mark, un policía;
- Irving Cummings;
- Minta Durfee como una cliente (sin acreditar);[3]
- William Elmer como el asistente en la casa de baños de Jim;
- Frank Mills como el asistente en la tercera casa de baños;
- Victor Potel como el asistente en la primera casa de baños;
- Walter Tetley como un reponedor.

## Producción
Frank Ross y Norman Krasna decidieron producir juntos una película protagonizada por Jean Arthur (la esposa de Ross) basada en una historia de Krasna. Los tres formaron una sociedad y pidieron prestados 600 000 dólares a un banco para financiar la película.
El guion fue escrito en diez semanas y luego Sam Wood fue incorporado como director. Krasna describió la experiencia de hacer la película como una de las mejores de su carrera.
RKO acordó distribuir la película. Fue la primera película de Arthur en RKO desde The Ex-Mrs. Bradford. Robert Cummings fue contratado para interpretar al protagonista masculino, y se encontraba filmando una película en MGM al mismo tiempo.

### Rodaje
El rodaje comenzó el 16 de diciembre de 1940, y finalizó en febrero de 1941. La filmación tuvo que detenerse durante nueve días para que Robert Cummings pudiera filmar escenas adicionales para Free and Easy de la MGM a fines de enero. La película necesitó tres días de retomas, que incluyeron agregar un papel para Montagu Love.

## Premios y nominaciones
La película obtuvo dos nominaciones en la 14.ª edición de los Premios Óscar:
- Mejor actor de reparto - Charles Coburn;
- Mejor guion original - Norman Krasna.

## Adaptaciones a otros medios
El 14 de noviembre de 1941, Philip Morris Playhouse presentó The Devil and Miss Jones en la radio, siendo protagonizada por Lana Turner. La historia también fue adaptada como obra de radio en dos transmisiones de Lux Radio Theatre, primero el 19 de enero de 1942 con Turner y Lionel Barrymore, y luego el 12 de marzo de 1945 con Linda Darnell y Frank Morgan. También fue adaptada dos veces por The Screen Guild Theatre, primero el 7 de junio de 1943 con Laraine Day, Charles Coburn y George Murphy, y nuevamente el 12 de agosto de 1946 con Van Johnson y Donna Reed. También fue adaptada en la emisión del 23 de octubre de 1946 de Academy Award Theatre, protagonizada por Charles Coburn y Virginia Mayo.
En 1950, Ross anunció que quería hacer la película como un musical para su entonces esposa, Joan Caulfield. Sin embargo, nunca fue hecho.